# Прапор Вавра
Прапор Вавра був прийнятий рішенням ради від невідомої дати як прапор муніципалітету Валлонського Брабанту Вавр. Прапор можна описати так:
Нанесено три білих латаття, розміщених у 2 і 1.
Прапор повністю заснований на муніципальному гербі і тому виглядає абсолютно однаково.